# American Gods (série de televisão)
Deuses Americanos (do inglês: American Gods) é uma série de televisão norte-americana do gênero drama e fantasia, criada por Bryan Fuller e Michael Green, e transmitida pelo canal Starz (da Lionsgate), baseada no romance homônimo de 2001 do autor Neil Gaiman sobre deuses mitológicos e a modernidade. O episódio piloto foi escrito por Fuller e Green que também serviram como showrunners, com produção executiva de Gaiman juntamente com Fuller, Green, Craig Cegielski, Stefanie Berk e Thom Beers.
A primeira temporada consiste em oito episódios que tiveram sua estreia no dia 30 de abril de 2017, nos Estados Unidos, e a transmissão mundial aconteceu no dia 1 de maio pelo serviço de streaming Amazon Prime Video. A série recebeu aclamação da crítica, com duas indicações à premiação Primetime Emmy Awards.
Em 2021 a série foi cancelada pela Starz após três temporadas, deixando assim, o seriado sem desfecho. 

## Sinopse
A série é focada em Shadow Moon, um homem que cumpre três anos de prisão. Faltando poucos dias até o fim de sua sentença, Shadow acaba sendo liberado inesperadamente depois que sua amada esposa, Laura, é morta. Posteriormente, Shadow encontra-se ao lado de um homem chamado Wednesday, que lhe oferece um emprego. Em um primeiro momento, Wednesday parece ser nada mais que um trapaceiro que precisa de Shadow como guarda-costas. Wednesday está trilhando seu caminho pelos EUA, reunindo todos os velhos deuses, que agora se incorporaram na vida americana, para enfrentar os novos deuses, incluindo os relacionados à mídia e tecnologia, que estão se fortalecendo.

## Elenco

### Principal
- Ricky Whittle como Shadow Moon,[4][5][6] um ex-presidiário que se torna guarda-costas do Sr. Wednesday.
- Ian McShane como Sr. Wednesday[4][6][7] (significa literalmente Dia de Woden, ou Dia de Odin), o deus Odin retratado como um vigarista.
- Emily Browning como Laura Moon,[4][8] A esposa de Shadow Moon. Browning, que também interpreta Essie MacGowan, a irlandesa cuja crença em duendes muda o curso de sua vida.
- Pablo Schreiber como Mad Sweeney,[7][9] o Leprechaun/Buile Suibhne, um rei em uma antiga lenda irlandesa, conta sobre sua queda após a chegada do cristianismo e sua migração para a América.
- Yetide Badaki como Bilquis,[4][10] a deusa do amor e sexualidade, identificada como a Rainha de Sabá, que teve uma ligação com os Orixás.[7]
- Bruce Langley como Technical Boy/Quantum Boy,[4][10] o deus da tecnologia e da internet, integrante do grupo dos "Novos Deuses".[7] Este acredita ser mais fortes que os velhos deuses além de ser necessária a guerra contra eles[7]
- Crispin Glover como Sr. World,[11] o deus da globalização e da teoria de conspiração,[7] é o líder dos "Novos Deuses". Também interpretada por Dominique Jackson em alguns episódios[4] e Danny Trejo.[7]

### Recorrente
- Blythe Katherine Danner como Demeter,[4] deusa grega da agricultura e colheita, é equivalente a deusa Ceres na mitologia romana.[7] Tyr e Odin amaram a mesma mulher, Deméter.[7]
- Denis O'hare como Dr. Tyrell,[4] Tyr ou Ziu, o deus nórdica da guerra e combate, na mitologia é considerado o mais corajoso de todos os deuses.[7]
- Demore Barnes como Sr. Ibis,[4][4] o deus egípcio Tote, do conhecimento e da escrita,[7] guardião das histórias passadas e presentes.
- Chris Obi como Sr. Jacquel[12] o deus egípcio da morte e guia dos mortos Anúbis.[7]
- Gillian Anderson como Media,[13] a deusa da mídia e da televisão,[7] a "porta-voz" do grupo "Novos Deuses". Esta se transforma em personalidades famosas conforme a cultura e a sociedade da época, aparecendo na forma de Lucille Ball, Marilyn Monroe, David Bowie e Judy Garland. Anderson deixou a série, então o papel foi redefinido e renomeado como New Media para a segunda temporada e interpretada por Kahyun Kim.
- Iwan Rheon como Doyle[4]
- Julia Sweeney como Ann-Marie Hinzelmann,[4] ou Kodolb na mitologia alemã, dona de um comércio que está sempre ligada nos acontecimentos na cidade de Lakeside e da polícia[7] Esta protege a cidade através do sacrífico anual de uma criança[7]
- Kahyun Kim como New Media,[14] a nova deusa da mídia, que é descrita como a deusa do conteúdo global e mestre em manipulação.
- Kristin Chenoweth como Easter,[4][15] a Páscoa, ou Ostara, a deusa da fertilidade, da primavera,[7] e do renascimento na mitologia germânica.
- Lela Loren como Marguerite Olsen[4]
- Orlando Jones como Sr. Nancy, o deus ganês Kwaku Ananse, Anansi, Homem-Aranha, ou "a aranha astuta da África",[7] conhecido pela sua inteligência, astúcia e trapaças. Jones foi demitido após a 2ª temporada e acusou a produtora Fremantle de racismo.[16]
- Cloris Leachman como Zorya Vechernyaya,[7] [12] a deusa eslava que representa a Estrela da Noite, e a mais velha das três irmãs que se revezam para observar o céu para vigiarem o cão do juízo final, Simargl, que está acorrentado à estrela Polaris na constelação Ursa Menor para impedi-lo de se libertar e destruir a constelação e causar o fim do mundo.
- Peter Stormare como Czernobog,[7][12] deus eslavo das trevas, da morte e do mal. Ele suspeita das intenções de Wednesday e reluta em ajudá-lo.
- Mousa Kraish como Jinn[7][12], ou Gênio, uma entidade sobrenatural, associada tanto ao bem, quanto ao mal, que rege o destino de alguém ou de um lugar.
- Omid Abtahi como Salim,[4][17] um vendedor de bugigangas recém chegado de Omã para tentar uma nova vida na América, e que acaba conhecendo Jinn numa viagem de táxi e acabam virando amantes.
- Sakina Jaffrey como Mama-Ji, a deusa hindu Kali, a deusa da morte.

### Participações especiais
- Danny Trejo como Sr. World[7]
- Dominique Jackson como Sr. World disfarçado em alguns episódios[4][7]
- Martha Kelly como Zorya Utrennyaya,[7] a deusa eslava que representa a Estrela da Manhã, a silenciosa irmã do meio.
- Erika Kaar como Zorya Polunochnaya,[7] Estrela da meia-noite, a mais nova das irmãs Zorya que dorme durante o dia e só aparece tarde da noite. Essa personagem não existe na mitologia das irmãs Zorya, foi criada pelo autor inglês Neil Gaiman para o romance American Gods.
- Devery Jacobs como Sam BlackCrow,[4] uma estudante universitária que viaja sozinha em sua caminhonete empoeirada, pegando caronas e fotografando-as.
- Jonathan Tucker como Low Key Lyesmith,[11] o amigo de Shadow na prisão.
- Dane Cook como Robbie[18], o melhor amigo de Shadow.
- Corbin Bernsen como Vulcan [19] o deus romano do fogo Vulcano que se renovou ligando-se às armas e às pessoas que as adoram.
- Jeremy Davies como Jesus[20]
- Beth Grant como Jack[21], a dona do bar onde o Wednesday contrata Shadow.
- Bridget Ogundipe como Iemanjá[7]
- Herizen Guardiola como Oxum[7]
- Karen Glave como Oyá[7]
- rapper Wale como Xangô[7]
- Tyrone Benskin como Exu[7]
- Marilyn Manson como Johan Wengren,[7] um berserker nórdico que cultua o deus Odin,[22] vocalista de uma banda de Death Metal.[7]

## Produção

### Desenvolvimento
Em 2011, o autor de Deuses Americanos, Neil Gaiman, declarou durante o Festival Internacional do Livro Edimburgo que a HBO havia expressado interesse em adaptar seu romance para uma série da televisão. Em março de 2013, Gaiman falou sobre o progresso do projeto no Festival Internacional de Cinema de Estudantes de Cambridge e confirmou que o episódio de abertura da série "teria novos elementos e detalhes" enquanto permaneceria "muito parecido com os capítulos iniciais do livro". Ele também comentou que o livro só estaria concentrado nas primeiras temporadas do show e que ainda estava trabalhando no script do piloto, já que seu primeiro roteiro não estava próximo o suficiente de seu livro para que a satistafação da HBO. Em novembro de 2013, Gaiman anunciou em seu perfil no Reddit que a série de televisão ainda estava em desenvolvimento, porém não mais em cargo da HBO.
Em 2014, o presidente da programação da HBO, Michael Lombardo, revelou que o projeto havia sido abandonado porque não conseguiram obter o certificado certo: "Tentamos com três roteiristas diferentes, colocamos muito esforço nisso. Algumas coisas simplesmente não acontecem."
Em fevereiro de 2014, a Fremantle Media adquiriu os direitos para adaptar o romance como uma série de drama e fantasia. Em julho de 2014, foi anunciado que o canal Starz estaria desenvolvendo a série com Bryan Fuller e Michael Green.
Fuller afirmou que a série estaria situada "[após] os eventos dos livros, mas expandindo esses eventos, e expandindo o ponto de vista para ir além de Shadow e Wednesday." A permissão para incorporar elementos do livro companheiro, Os Filhos de Anansi, foi dada para a série. Fuller também confirmou que Gaiman está "muito envolvido" com a produção e expressou sua esperança de que Gaiman poderia escrever seu próprio episódio.
Em 16 de junho de 2015, a Starz deu sinal vede para série. Em maio de 2015, o showrunner Bryan Fuller estimou que o programa provavelmente iria ao ar no "final de 2016", entretanto, sua estreia ficou definida para abril de 2017, com a primeira temporada sendo composta por oito episódios. As filmagens estavam programadas para começar no dia 1 de março de 2016 em Toronto e seguirem até setembro.
Durante uma entrevista com Neil Gaiman em 24 de junho de 2016, ele comentou planos para temporadas futuras do show além da primeira, que deverá ser continuada, e observou que a primeira temporada só abrange o primeiro terço do romance. A segunda temporada destina-se a cobrir a seção Lakeside do romance, e "uma coisa grande e fundamental que acontece com o Sr. Wednesday" será provavelmente um final de temporada para a segunda ou terceira temporada.

### Escolha do Elenco
Em 28 de janeiro de 2016, Ricky Whittle foi escolhido como o personagem principal, Shadow Moon. Em 2 de março de 2016, foi anunciado que Ian McShane tinha sido escolhido como o Mr. Wednesday. Posteriormente, foi anunciado em 17 de março de 2016 que Emily Browning irá interpretar Laura Moon, a esposa de Shadow. Em 23 de março de 2016, foi anunciado que Sean Harris, Yetide Badaki e Bruce Langley iriam desempenhar os respectivos papéis de Mad Sweeney, Bilquis e Technical Boy. Em 14 de abril de 2016, Jonathan Tucker e Crispin Glover foram escolhidos respectivamente como Low Key Licesmith e Mr. World. Em 21 de abril de 2016, Cloris Leachman foi escolhido como Zorya Vechernyaya, Peter Stormare como Czernobog, Chris Obi como Jaquel e Mousa Kraish como Jinn.
Em 6 de maio de 2016, foi anunciado que Sean Harris tinha saído da série por motivos pessoais e o papel de "Mad Sweeney" estava sendo reformulado. Em 11 de maio de 2016, foi anunciado que Pablo Schreiber assumiria o papel de Mad Sweeney. Em junho de 2016, foi anunciado que Gillian Anderson retrataria Media. Em 15 de junho de 2016, foi anunciado que Omid Abtahi, Orlando Jones e Demore Barnes se uniriam ao elenco como Salim, Sr. Nancy e Sr. Ibis, respectivamente.
Em 15 de julho de 2016, foi anunciado que Dane Cook foi escalado para interpretar o Robbie, e uma semana depois, Kristin Chenoweth como Eostre.

### Marketing
O primeiro trailer da série foi lançado no dia 22 de julho de 2016 na San Diego Comic-Con Internacional. Em 11 de março de 2017 o primeiro episódio foi exibido no festival SXSW. Em 15 de março de 2017 foi lançado o trailer principal. 

## Episódios

### 1ª temporada
Relação de episódios da primeira temporada:
| N.º na série | N.º na temp. | Título                     | Dirigido por | Escrito por | Exibição original   |     |
| --- | ------------ | -------------------------- | ------------ | ----------- | ------------------- | --- |
| 1 | 1            | "The Bone Orchard"         | ASA          | ASA         | 30 de abril de 2017 | ASD |
| Um homem deseja apenas sobreviver ao tempo na prisão o suficiente para ver sua esposa novamente. Embora notícias inesperadas o libertem mais cedo da prisão. Sentindo-se como se estivesse olhando para o mundo do fundo de um poço, ele deve literalmente percorrer o caminho dos heróis de volta a uma época em que ele até se assemelha à sanidade. |              |                            |              |             |                     |     |
| 2 | 2            | "The Secret of Spoons"     | ASA          | ASA         | 7 de maio de 2017   | ASD |
| O Sr. Wednesday começa o recrutamento para a batalha que se aproxima; Shadow Moon viaja para Chicago com ele e concorda em um jogo de damas com a velha divindade eslava Czernobog. |              |                            |              |             |                     |     |
| 3 | 3            | "Head Full of Snow"        | ASA          | ASA         | 14 de maio de 2017  | ASD |
| Shadow questiona sua decisão de trabalhar para o Sr. Wednesday depois de saber de seu plano de roubar um banco; Shadow faz uma descoberta surpreendente quando retorna ao seu quarto de motel. |              |                            |              |             |                     |     |
| 4 | 4            | "Git Gone"                 | ASA          | ASA         | 21 de maio de 2017  | ASD |
| A vida e morte de Laura Moon é explorada, incluindo seu primeiro encontro com Shadow e como ela apareceu sentada na cama no quarto de hotel de Shadow. |              |                            |              |             |                     |     |
| 5 | 5            | "Lemon Scented You"        | ASA          | ASA         | 28 de maio de 2017  | ASD |
| O reencontro emocional de Shadow com sua esposa falecida e infiel é interrompido quando o Sr. Wednesday aparece e eles recebem uma visita surpresa. |              |                            |              |             |                     |     |
| 6 | 6            | "A Murder of Gods"         | ASA          | ASA         | 4 de junho de 2017  | ASD |
| Na corrida após a demonstração de força dos Novos Deuses, Shadow e o Sr. Wednesday procuram refúgio seguro com um dos amigos mais antigos, Vulcan, Deus do Fogo e da Forja. |              |                            |              |             |                     |     |
| 7 | 7            | "A Prayer for Mad Sweeney" | ASA          | ASA         | 11 de junho de 2017 | ASD |
| Após um breve reencontro com Shadow, Laura se transforma em um improvável companheira de viagem de Mad Sweeney para encontrar seu caminho de volta à vida e de volta a Shadow. O passado longo, tortuoso e muitas vezes trágico do antigo rei é explorado.                                                                                             |              |                            |              |             |                     |     |
| 8 | 8            | "Come to Jesus"            | ASA          | ASA         | 18 de junho de 2017 | ASD |
| Na véspera da guerra, o Sr. Wednesday tenta recrutar o Velho Deus Ostara, mas precisa da ajuda do Sr. Nancy para causar uma boa impressão e conquistá-la. |              |                            |              |             |                     |     |